# Tom Petranoff
Tom Petranoff (* 8. April 1958 in Aurora) ist ein US-amerikanischer Leichtathlet, der in den 1980er und 1990er Jahren mit Unterbrechungen und sehr wechselndem Erfolg als Speerwerfer aktiv war. Er warf Weltrekord und wurde Vizeweltmeister. 1991 erwarb er die südafrikanische Staatsbürgerschaft.
Petranoff ist ein vehementer Kritiker der Politisierung des Sports in Form von Boykotts und Nichtzulassung bestimmter Staaten zu internationalen Wettkämpfen. Seine Forderung nach Trennung von Sport und Politik, dass die politische Linie eines Staates nichts über die persönlichen politischen Ansichten der betreffenden Sportler besagt, trug ihm eine mehrjährige Sperre ein.
Er ist 1,83 Meter groß und hatte ein Wettkampfgewicht von 98 kg.

## Karriere
Petranoff begann seine sportliche Laufbahn als Baseball- und Footballspieler am Palomar Jr. College in San Marcos (Kalifornien). Sein erster Versuch mit dem Speer im Jahr 1977 gelang ihm so gut, dass er aufgefordert wurde, der Schulmannschaft beizutreten. Innerhalb weniger Wochen steigerte er sich von 66,90 m auf den Juniorenrekord von 77,50 m, den er beim Junioren-Länderkampf USA – UdSSR auf 79,74 m schraubte. Im Frühjahr 1979 wechselte er an die California State University Northridge. Am 12. April übertraf er unter seinem neuen Trainer Bill Webb erstmals die 80-Meter-Marke. Im olympischen Jahr 1980 schließlich kam er bei den Ausscheidungswettkämpfen in Eugene mit 82,74 m nur auf Platz vier, wobei er dem drittplatzierte Werfer, Duncan Atwood, nur aufgrund des schlechteren zweitbesten Versuchs unterlag. Über dieses Pech musste Petranoff sich jedoch nicht lange ärgern, da die USA wenig später den Boykott der Olympischen Spiele in Moskau erklärten. Außerdem wurde er in das vom US-amerikanischen Olympischen Komitee betriebene Elite Athletics Programm aufgenommen, wo er ausgezeichnete Trainingsmöglichkeiten vorfand. Im Jahr 1982 konnte er sich mit einem Wurf von 88,40 m erstmals auf der Weltrangliste platzieren.
Das folgende Jahr 1983 sollte zum Jahr seiner größten Triumphe werden. Gleich im Januar warf er bei einem Wettkampf in Australien 294 ft (ca. 90 m), die nach den 315 ft von Robert Roggy zweitgrößte von einem US-Amerikaner je erzielte Weite. Am 15. Mai 1983 gelang Petranoff dann im wahrsten Sinne des Wortes der große Wurf: Bei einem Pepsi Invitational der Universität Los Angeles schleuderte er den Speer auf sagenhafte 99,72 m und verbesserte den drei Jahre alten Weltrekord des Ungarn Ferenc Paragi um exakt drei Meter. Zwei Monate später kam er bei einem Länderkampf USA – DDR auf 94,69 m und besiegte damit Detlef Michel, der mit 92,05 m die bis dahin größte Verliererweite erzielte. Nach mehreren weiteren 90-Meter-Würfen endeten die ersten Leichtathletik-Weltmeisterschaften 1983 in Helsinki indessen nicht mit dem erwarteten Sieg: Im strömenden Regen konnte Petranoff zwar mit 85,60 m seine Qualifikationsleistung wiederholen, unterlag jedoch deutlich gegen den mit 89,48 m siegreichen Detlef Michel (DDR), dessen vier gültige Finalwürfe allesamt weiter waren als der beste Wurf von Petranoff. Trotz des Gewinns der Silbermedaille saß die Enttäuschung bei dem Amerikaner tief. Sie sollte seinen sportlichen Niedergang einleiten.
Im Jahr 1984 verlor er seinen Weltrekord an Uwe Hohn aus der DDR, der ihn um mehr als 5 Meter verbesserte und als erster Werfer der Welt über 100 Meter kam (104,80 m). Da die DDR jedoch ebenso wie die meisten anderen Ostblockstaaten die Olympischen Spiele 1984 in Los Angeles boykottierte, galt Petranoff als Favorit. Zunächst lief alles gut für ihn: In der Qualifikation erzielte er mit 85,96 m die beste Weite aller Teilnehmer. Dann aber brach er im Finale förmlich ein. Sein einziger gültiger Versuch landete bei kläglichen 78,40 m, die Platz 10 bedeuteten. Mit seiner Qualifikationsweite hätte er erneut Silber gewonnen.
Mit dem 1986 eingeführten neuen Speer schien Petranoff gut zurechtzukommen: Er warf ihn auf 85,38 m, was nach eigener Aussage Weltrekord bedeutete (Die offizielle Liste führt den Deutschen Klaus Tafelmeier mit 85,74 m an erster Stelle). Zwei Jahre später, bei den Olympischen Spielen 1988 in Seoul, setzte sich jedoch seine olympische Pechsträhne fort, als er mit 77,48 m nicht einmal die Qualifikation überstand.
Im Jahr 1989 wanderte Petranoff aufgrund von Differenzen mit der US-amerikanischen Leichtathletikführung mit seiner Familie nach Südafrika aus. Da Südafrika jedoch wegen seiner Apartheidspolitik von der Teilnahme an internationalen Sportwettkämpfen ausgeschlossen war, löste Petranoff mit seiner Erklärung, seine Karriere in diesem Land fortsetzen zu wollen, einen Eklat aus und wurde vom Athletics Congress für sechs Jahre gesperrt. Mehrere Rekordwürfe, die Petranoff in den Jahren 1990 und 1991 gelangen, fanden aus diesem Grund keine offizielle Anerkennung. 1992 schließlich, als Südafrika auf den internationalen Sportschauplatz zurückkehren durfte, gelang Petranoff, der inzwischen die südafrikanische Staatsbürgerschaft besaß, ein Wurf über 87,26 m (im Jahr zuvor war er bereits auf 89,16 m gekommen), der als südafrikanischer Rekord notiert wurde. Die Teilnahme an den Olympischen Spielen 1992 in Barcelona blieb Petranoff jedoch verwehrt, da sich die neue südafrikanische Leichtathletikführung noch nicht etabliert hatte. Daraufhin erklärte er seinen Rückzug vom aktiven Sport.
An den Olympischen Spielen 1996 in Atlanta nahm Petranoff als Betreuer des paralympischen Werfer-Teams von Südafrika teil. Alle zwölf Athleten gewannen eine Medaille (6 × Gold, 4 × Silber und 2 × Bronze), wobei der Goldmedaillengewinner im Speerwurf, Stephanus Lombaard, einen neuen Weltrekord aufstellte.
Bei so vielen Erfolgen seiner Schützlinge wollte Petranoff selbst offenbar nicht zurückstehen. Er startete eine zweite Karriere als Seniorensportler und gewann bei den World Masters Games 1998 in Eugene sowie bei den World Masters Athletics Championships 1999 in Gateshead zwei Goldmedaillen in der Altersklasse M40. Mit 76,91 m, geworfen am 12. Juni 1999 in Kitchener, Ontario, hält er den US-amerikanischen Seniorenrekord.
Im Dezember 1997 kehrte Petranoff zurück in die USA. Seine wirtschaftliche Existenz hatte er sich bereits in Südafrika aufgebaut – als Sportartikelhändler. Sein Plan, einen Speer zu entwickeln, mit dem die Jugendlichen unter den schlechten räumlichen Bedingungen der Townships trainieren konnten, brachte den so genannten Turbo Jav hervor, der die gleichen aerodynamischen Eigenschaften wie ein gewöhnlicher Speer aufweist, jedoch aus Kunststoff besteht und geringe Abmessungen hat. Ein Teil des Umsatzes kommt dem Behindertensport zugute.
Tom Petranoff lebt heute in Rhode Island. Er hat vier Töchter (Shannon, Whitney, Leigh und Kelly).

## Erfolge und Platzierungen
- US-Meisterschaften:
  - 1982 3. 273-10
  - 1983 2. 280-3
  - 1985 Meister 286-1
  - 1986 Meister 250-5 (76,32 m)
  - 1998: Meister Veterans Championship 76,20 m
  - 1999: 2. Open Nationals 75,21 m
- Südafrikanische Meisterschaften:
  - 1989 – 93 5 × in Folge (84,40 – 83,90 – 83 – 82,08 – 82,38)

- Internationale Platzierungen
  - Weltmeisterschaften 1983 in Helsinki: SILBER mit 85,60 m hinter Detlef Michel (Gold mit 89,48 m) und vor Dainis Kūla (Bronze mit 85,58 m). Im Gegensatz zu Kula hatte Petranoff mit 85,30 m einen weiteren 85-Meter-Wurf.
  - Olympische Spiele 1984 in Los Angeles: Zehnter mit 78,40 m. (Qualifikationsweite 85,96 m, hätte für Silber gereicht)
  - Grand Prix Finale 1985 in Rom: Sieger mit 90,80 m vor Duncan Atwood mit 90,30 m,
  - Goodwill Games 1986 in Moskau: Sieger mit 83,46 m
  - Weltmeisterschaften 1987 in Rom: Vierter mit 81,28 m (einen knappen Meter hinter dem Dritten Jan Železný)
  - Grand Prix Finale 1987 in Brüssel: Zweiter mit 83,24 m hinter Wiktor Jewsjukow mit 84,02 m
  - Olympische Spiele 1988 in Seoul: 18. mit 77,48 m (Qualifikationsweite von 79 m nicht erreicht)
  - Weltcup 1992 in Havanna (für Afrika startend): Zweiter mit 79,90 m hinter Jan Železný mit 88,26 m
  - Weltmeisterschaften 1993 in Stuttgart: 22. mit 75,26 m
  - Panamerikanische Spiele 1999 in Winnipeg: Dritter mit 75,95 m
  - Seniorenweltmeisterschaft 1999 in Gateshead: mit großen Vorsprung Gold mit 73,72 m